# Excess Information Rate
Excess Information Rate, EIR – parametr transmisji w sieciach Frame Relay określający niegwarantowaną, maksymalną przepustowość, która nie może zostać przekroczona przez użytkownika.